# Tethya maza
Tethya maza är en svampdjursart som beskrevs av Emil Selenka 1879. Tethya maza ingår i släktet Tethya och familjen Tethyidae.
Artens utbredningsområde är havet utanför Brasilien. Inga underarter finns listade i Catalogue of Life.